# Чепа Андріян Іванович
Андріян Іванович Чепа (1760—1822) — український політик в Російській імперії, канцелярист Малоросійської колегії. Історіограф, колекціонер документів з історії Гетьманщини, фольклорист. Один з лідерів гуртка українських автономістів кінця 18 століття (Яків Маркович, Василь Полетика, Василь Чарниш).

## Біографія
Почав державну службу «підписарем» при земському суді Роменського повіту. В 1779—1789 роках служив у канцелярії малоросійського генерал-губернатора Рум'янцева. Був досить освіченою людиною свого часу, цікавився минулим своєї Батьківщини, мріяв про видання української «вівліофіки». Встиг зібрати колекцію з 14 збірників документів та актів з історії України. Колекція Чепи потрапила в руки Якова Маркевича та, за винятком двох томів була втрачена.
Також колекцією Чепи користувались українські історики М. Ф. Берлинський, Д. М. Бантиш-Каменський. Свого наміру видати збірник матеріалів з історії України Чепа не здійснив.